# 루체른 교통공사
루체른 교통공사(Verkehrsbetriebe Luzern AG, 약칭 VBL)는 스위스 루체른의 주요 대중교통 제공업체이다. 25개의 주간 노선에서 약 92대의 버스와 74대의 트롤리버스를 운영하고 있으며, 5개의 야간 서비스(Nachstern으로 알려짐 )와 1개의 케이블카 서비스를 운영하고 있다. 루체른 교통공사는 2000년부터 유한주식회사(Aktiengesellschaft)였다. VBL의 유일한 주주는 루체른시이다.

## 역사
VBL은 1899년 12월 당시 인구가 약 30,000명이었던 도시에 트램웨이가 개통되었을 때로 거슬러 올라간다. 1903년에 완공된 이 트램웨이는 길이가 11.3km에 달했다. 1909년에서 1936년 사이에 트램웨이는 에멘브뤼케와 크린스 지역으로 확장되었다. 1920년대 후반과 1930년대 초반에 도시에 첫 번째 버스 서비스가 도입되었다. 1938년 무궤도 전차 시스템에 대한 초기 제안은 루체른 시민들에 의해 거부되었지만, 1941년 추가 제안은 훨씬 더 긍정적인 반응을 얻었고 루체른역과 알멘트 사이에 첫 번째 노선이 개통되었다. 트롤리버스는 점차 트램을 대체했다. 1961년에 트램웨이가 마침내 폐쇄되었다. 루체른 트롤리버스 시스템은 1965/66년에 14개의 새로운 굴절식 트롤리버스가 도입되면서 업그레이드되었다. 1970년대는 버스와 무궤도 전차 네트워크에서 티켓을 구매하는 방식에 혁명을 일으켰으며, 현재 대부분은 길가의 자동판매기에서 구매했다. 1980년대에는 여러 대의 모터버스 노선이 트롤리버스로 바뀌었다. 함대는 1985년 54대의 새 차량을 구입하여 업그레이드되었다. 새로운 요금 시스템은 1991년에 도입되었으며, 네트워크는 여러 구역으로 나뉜다. 같은 해 VBL은 4대의 새로운 굴절식 트롤리버스와 6대의 굴절식 모터버스를 인도했다.
21세기가 시작되면서 모터버스와 트롤리버스가 모두 배달되는 새로운 차량이 많이 등장했다. VBL은 현재 버스 차량의 상당 부분을 차지하는 메르세데스 벤츠 시타로(Citaro)와 함께 매우 현대적인 차량을 자랑한다.

## 노선

### 트롤리버스 노선
- 1 오버나우 - 크린스 – 루체른역 - 루체르너호프 – 마이호프
- 2 에멘브뤼케 Sprengi - 에멘브뤼케 첸트랄 - 루체른역(무궤도 전차가 아닌 버스가 있는 순간)
- 4 후벨마트 - 루체른역
- 5 크린스 버스 루프 - 필라투스플라츠 - 에멘브뤼케 남역
- 6 마트호프 - 분데스플라츠 - 루체른역 - 루체르너호프 - 브뤼엘슈트라세 - Büttenenhalde
- 7 비레크호프 - 분데스플라츠 - 루체른역 - 루체르너호프 - Zwyssigplatz - Unterlöchli
- 8 히르텐호프 - 분데스플라츠 - 루체른역 - 루체르너호프 - 브뤼엘슈트라세 - Würzenbach

### 버스 노선
- 9 브람베르크 - 루체른역
- 10 오버게취 - 루체른역
- 11 다텐베르크 - 아이히호프 - 루체른역
- 12 리타우 가스호프 - 루체른역
- 14 브뤼엘슈트라세 - 장크트 안나 - 루체른역 - 필라투스플라츠 - 아이히호프 - 그로스호프슈트라세 - 니트펠트 - 그라벤호프 - 필라투스마크트 - 호르브 센터
- 15 크린스 – Zumhof/Senti/바흐슈트라세/베르크슈트라세/지드할데 - 크린스
- 16 크린스 - 마텐호프 - Kuonimatt - 필라투스마크트 - 호르브 센터 - 스피츠
- 18 프리덴탈 - 칸톤슈피탈 - 크로이츠슈투츠 - 루체른역
- 19 프리덴탈 - 칸톤슈피탈 - 숄스베르크 - 루체른역
- 20 엔네트호르브/테히니쿰 거리 - 호르브 센터 - 베크샤이데 - 루체른역
- 21 크린스 - 마텐호프 - 필라투스마크트 - 호르브 슈타인바흐 - 베크샤이데 - Kastanienbaum – 장크트 니클라우젠 - 루체른역
- 22 인빌 /Perlen - Buchrain – 에비콘 - 루체른역
- 23 기시콘 기차역 - 루트 - 디에레콘 - 에비콘 - 루체른역
- 24 메겐 체디겐 - Lerchenbühl - 루체른역
- 25 메겐 고틀리벤 – 메겐 피우스키르헤 – 브뤼엘슈트라세
- 26 오티겐뷜 – 에비콘 호프마트 - Unterlöchli – 아들리겐스빌 – 브뤼엘슈트라세
- N1 오버나우 - 크린스 - 호프마트 – 그로스호프 거리 - 그라벤호프 - 아이히호프 - 필라투스플라츠 - 루체른역
- N2 Bertiswil - 로텐부르크 - Spregi - 필라투스플라츠 - 루체른역
- N3 루체른역 - 마이호프 - 호프마트 - 펄렌 - 기시콘 기차역
- N4 루체른역 - 루체른호프 – 브뤼엘슈트라세 – 제펠트슈트라세 – 레러헨뷜 – 아들리겐스빌
- N5 볼후젠 – 말터스 - 리타우 기차역 - 크로이츠슈투츠 - 히르첸호프 - 필라투스플라츠 - 루체른역

### 강삭철도
VBL은 최근 재개장한 귀치반 케이블카를 운행한다.